# Argentodites
Argentodites é um possível gênero de mamífero multituberculado do Cretáceo da Argentina. Há uma única espécie do género Argentodites coloniensis e é apenas conhecido a partir de um único quarto pré-molar inferior (p4) em forma laminar, proveniente da formação La Colónia, que corresponde a praticamente ou inteiramente à idade Maastrichtiana (o último andar faunal do Cretácico). A medida do p4 é de 4,15 mm de comprimento e apresenta seis cúspides na margem superior e largas cristas associadas em ambos os lados. O esmalte é composto por prismas que estão total ou parcialmente cobertos por uma bainha, situados a uma distância de 6,57 μm um do outro. Zofia Kielan-Jaworowska descreveu e deu nome ao fóssil em 2007. Baseando-se na forma do dente e características do esmalte, sugeriu que se tratava de um multituberculado e possivelmente um cimolodonta (um grupo de mamíferos maioritariamente boreais que chegaram à Argentina a partir da América do Norte). No entanto, em 2009, duas equipas de investigadores argumentaram que Argentodites podia ser similar ou idêntico ao ferugliotério, um membro do pequeno grupo austral dos gondwanatérios. Apesar de a sua afiliação ser ainda um tema controverso, existe a possibilidade de o próprios gondwanatérios terem sido multituberculados.

## Descoberta e etimologia
A. coloniensis é conhecido a partir de um único dente pré-molar, denominado MPEF 604 e preservado nas coleções do Museu Paleontológico Egidio Feruglio de Trelew (Argentina). É proveniente da parte central da formação La Colónia, da província de Chubut (Argentina), que corresponde ao Cretáceo superior (Maastrichtiano e possivelmente a uma parte do Campaniano). Em 2007, Zofia Kielan-Jaworowska e colaboradores descreveram o pré-molar como um novo género e uma nova espécie, Argentodites coloniensis. O nome genérico Argentodites combina o nome "Argentina" e o étimo grego antigo hodites ("viajante"), que alude à presumida migração deste animal desde o Norte da América até à Argentina, enquanto que o nome específico coloniensis faz referência à formação La Colónia.

## Morfologia

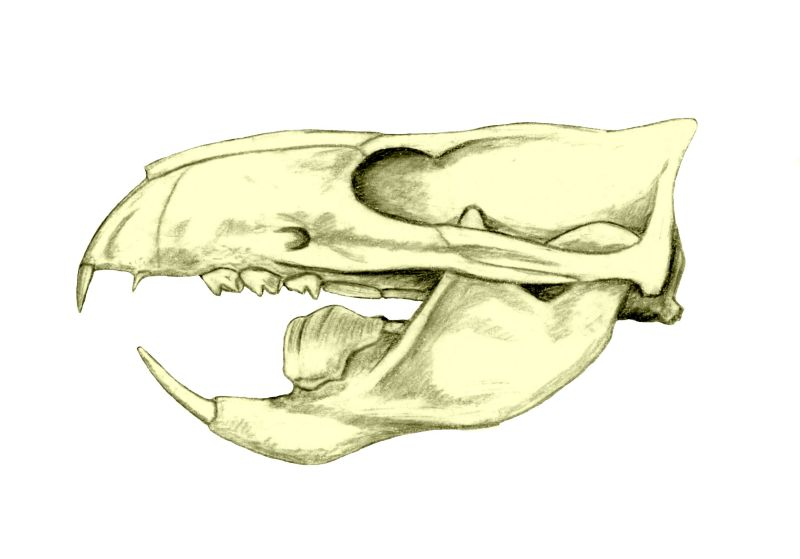
Crânio do multituberculado cimolodonta Ptilodus, com um grande quarto pré-molar inferior (no maxilar inferior, atrás do incisivo)

O único exemplar conhecido do A. coloniensis é um quarto pré-molar inferior (p4) em forma laminar. Mede 4,15 mm de comprimento, 2,10 mm de altura e 1,35 mm de largura. A coroa é quase completa, mas falta grande parte das raízes. Kielan-Jaworowska considerou duas possíveis orientações do dente, uma com a margem posterior quase vertical e a outra com a margem inclinada para trás — mas por fim decidiu-se pela primeira, que dava um posicionamento mais natural das raízes. Apesar de os lados direito e esquerdo do dente serem muito idênticos, considerou que o mais provável é o dente tratar-se de um p4 do lado esquerdo, com o lado lingual mais convexo como é habitual nos p4 dos multituberculados cimolodontes dotados de um p4 grande.
A raiz anterior é maior do que a posterior. Na vista lateral, as faces superior e posterior são rectas, mas a anterior é convexa. A face superior apresenta uma fileira de oito cúspides, a primeira das quais se encontra a uma distância da face anterior equivalente a um terço do comprimento do dente. A última é a única que se vê desgastada, o que sugere que o dente pertencia a um animal jovem. Existem grandes cristas que se estendem na diagonal e nenhuma para a frente desde as cúspides até às faces lingual e labial do dente. As sete primeiras cristas de cada lado estão ligadas às cúspides correspondentes, mas as oitavas não vão tão longe. Em ambos os lados do dente existem pequenas cristas situadas atrás da oitava crista que se estendem até a face posterior, denominadas "crista posterolabial" e "crista posterolingual". A face lingual apresenta uma crista ainda mais pequena.
Quase todo o esmalte dentário está preservado em boas condições por todo o dente, o qual consiste de prismas (feixes de cristais de hidroxiapatita) de um diâmetro médio de 3,8 μm. A maioria dos prismas estão totalmente cobertos por uma bainha, mas em alguns esta bainha é aberta. Os prismas são ligeiramente curvados em direção à superfície exterior do dente. Podem observar-se cristais do material interprismático situado entre os prismas, num ângulo de cerca de 45°. A distância média entre os prismas é de 6,57 μm, pelo que existem cerca de 27.247 por mm2.

## Classificação
Kielan-Jaworowska e colaboradores classificaram o A. coloniensis como um multituberculado dentro de um diversificado grupo de mamíferos pré-históricos da Laurásia também descoberto a partir de alguns restos indeterminados ou fragmentários de Gondwana. Baseando-se na micro-estrutura do esmalte parecida com a dos ptilodontoideos, um subgrupo de cimolodontes, colocaram-no com alguma incerteza neste clado. Por outro lado, a face posterior recta lembra outro grande subgrupo de multituberculados (os plagiaulácidos), enquanto que a face superior do p4 não é tão arqueada como nos ptilodontoideos. Assim, consideraram A. coloniensis como uma espécie diferente do MACN-RN 975, um fóssil fragmentário do maxilar inferior com o p4 remanescente do Cretáceo superior da formação Los Alamitos, na Argentina, o qual o descreveram como um "plagiaulácido" multituberculado, uma vez que o p4 de MACN-RN é rectangular e tem menos cúspides. Acredita-se que o A. coloniensis era um imigrado da América do Norte, mas não foi possível determinar com exactidão em que momento do Cretáceo chegou ao Sul da América.
Num artigo sobre a filiação dos gondwanatérios publicado em 2009, Yamila Gurovich e Roben Beck afirmaram que a diferença da forma entre MACN-RN 975 e A. coloniensis deve-se ao significativo desgaste sofrido pelo exemplar de Los Alamitos. Argumentaram que as partes não desgastadas do p4 são praticamente idênticas às partes correspondentes do p4 de A. coloniensis. Além disso, afirmaram que MACN-RN 975 apresentava tantas cristas quanto A. coloniensis, e que tinha um tamanho semelhante (cerca de 15% maior). MACN-RN foi atribuído ao gondwanatério Ferugliotherium e, por conseguinte, deduziram que Argentodites provavelmente corresponde ao ferugliotério ou a uma espécie relacionada. No mesmo ano, num artigo sobre os mamíferos da formação Allen, outra unidade rochosa do Cretácico argentino, Guillermo Rougier e colaboradores também sugeriram que A. coloniensis poderia estar relacionado com o ferugliotério. O ferugliotério é um gondwanatério encontrado em depósitos do Cretáceo superior da Argentina, enquanto que os próprios gondwanatérios são um pequeno e enigmático grupo do Cretácico superior e Paleogeno da América do Sul, Antárctida, Madagáscar, Índia e possivelmente Tanzânia. Embora as afinidades evolutivas dos gondwanatérios sejam, contudo, um tema controverso, as duas equipas que identificaram A. coloniensis como um gondwanatério sugerem que os gondwanatérios sejam multituberculados ou que estejam intimamente relacionados com estes.